# 3458 Boduognat
3458 Boduognat este un asteroid din centura principală, descoperit pe 7 septembrie 1985 de Henri Debehogne.